# 尼古拉斯·索梅斯
阿瑟·尼古拉斯·溫斯頓·索梅斯爵士（Sir Arthur Nicholas Winston Soames，1948年2月12日—）是一位英格蘭政治人物，自1983年開始擔任英國下議院議員。他是溫斯頓·邱吉爾的外孫，曾經擔任馬卓安政府的武裝部隊國務大臣與影子內閣國防大臣。原為保守黨黨員，2019年9月因議會表決時支持從同黨首相鮑里斯·強森手中奪回議會議程控制權，因而被開除黨籍，但又於10月底獲重新接納為黨員。